# Världsmästerskapen i bågskytte 1937
Världsmästerskapen i bågskytte 1937 arrangerades i Paris i Frankrike mellan den 11 och 14 augusti 1937.

## Medaljsummering

### Recurve
| Event                          | Guld                  | Silver                  | Brons               |
| Herrarnas individuella tävling | Georges De Rons (BEL) | Feliks Majewski (POL)   | Oscar Kessels (BEL) |
| Damernas individuella tävling  | Erna Simon (GBR)      | Irene Crupenninck (FRA) | Zofia Bunsch (POL)  |
| Herrarnas lag                  | Polen                 | Belgien                 | Sverige             |
| Damernas lag                   | Storbritannien        | Polen                   | Frankrike           |

### Medaljtabell
| Pl. | Nation         | Guld | Silver | Brons | Totalt |
| --- | -------------- | ---- | ------ | ----- | ------ |
| 1   | Storbritannien | 2    | -      | -     | 2      |
| 2   | Polen          | 1    | 2      | 1     | 4      |
| 3   | Belgien        | 1    | 1      | 1     | 3      |
| 4   | Frankrike      | -    | 1      | 1     | 2      |
| 5   | Sverige        | -    | -      | 1     | 1      |